# Zwockel

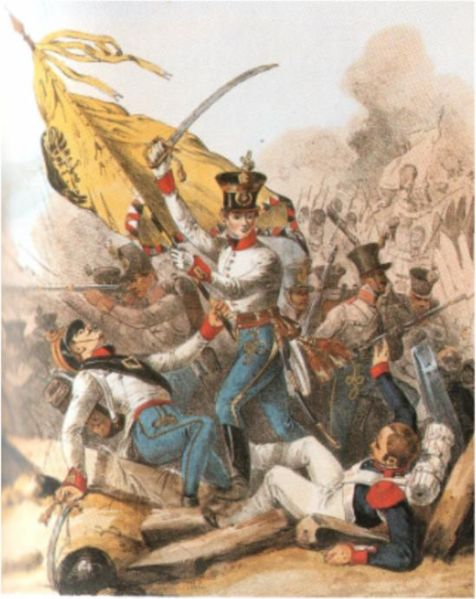
K. k. ungarische Infanterie, Offizier mit „Zwoagerl“ am Tschako

Zwockel, auch Zwoggel oder Zwuckel, ist ein in zwei unterschiedlichen Regionen Südwestdeutschlands früher häufiger verwendeter Spitzname. In der Pfalz nannte man so die aus den rechtsrheinischen Gebieten Bayerns stammenden Beamten, in Mainz und in Frankfurt am Main Soldaten aus Österreich. Mitunter bezeichnet „Zwockel“ bzw. „Zwuckel“ auch eine kleinwüchsige Person im Sinne von Knirps oder abwertend eine Person mit geringem Durchsetzungsvermögen.

## Verwendung

### Region Pfalz

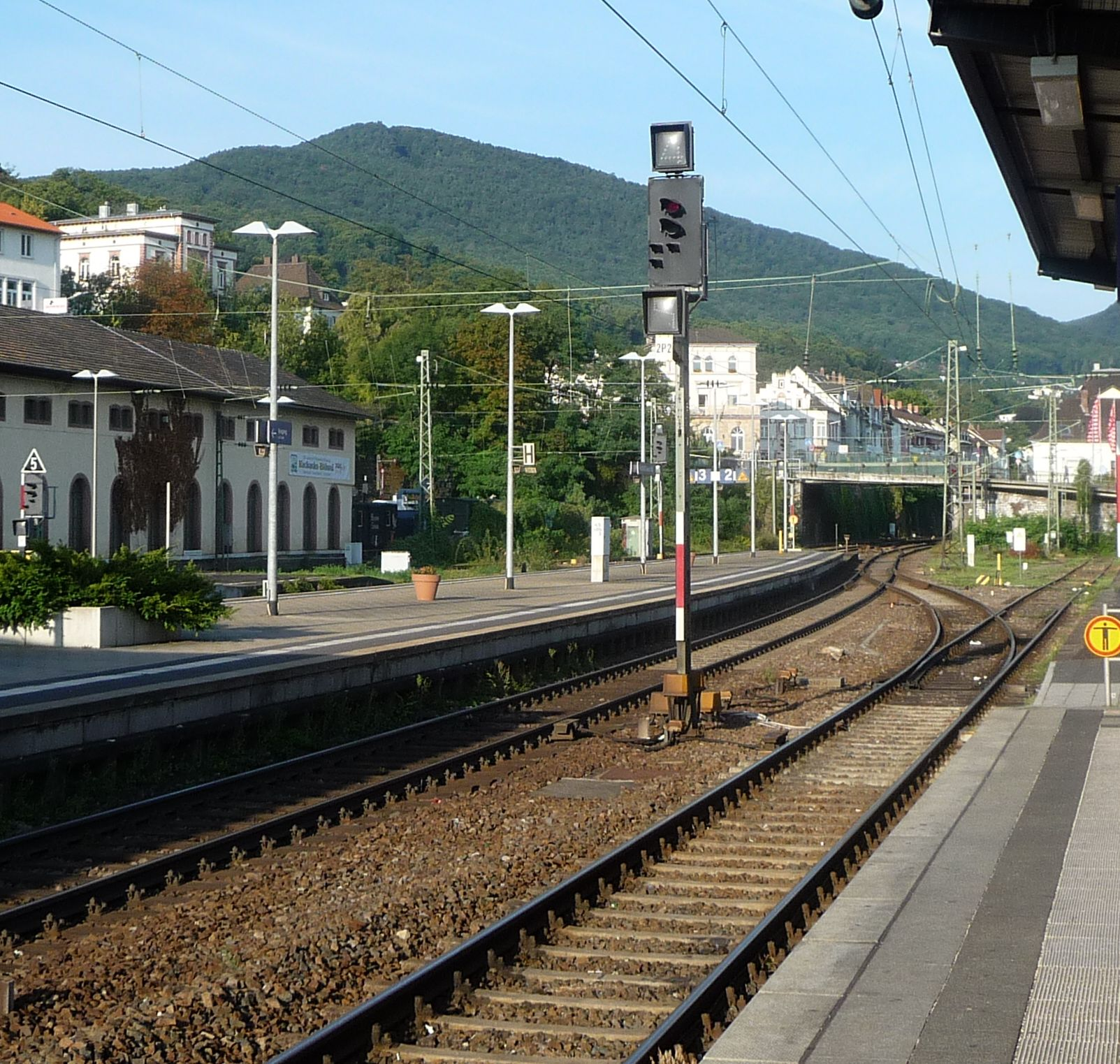
Neustadt/Weinstraße Hbf. mit Zwockelsbrücke im Hintergrund

In der heute rheinland-pfälzischen Region Pfalz, die von 1816 bis nach dem Zweiten Weltkrieg zum Königreich und dann zum Freistaat Bayern gehörte, galt die stets mit ck geschriebene Bezeichnung Zwockel den altbayerischen, überwiegend aus München abgeordneten Beamten. Der Gebrauch des Namens lässt sich seit etwa 1870 bis etwa nach dem Ersten Weltkrieg nachweisen. Der vielgelesene Pfälzer Mundartdichter Paul Münch (1879–1951) verwendete das Wort in seinen Dichtungen häufig, auch allgemein für den Altbayern.
In Neustadt an der Weinstraße führt die Zwockelsbrücke, eine Straßenbrücke, seit den 1850er Jahren westlich des Hauptbahnhofs die Deutsche Weinstraße über die Bahnstrecke Mannheim–Saarbrücken.

### Region Mainz/Frankfurt
In der ehemaligen Bundesfestung Mainz (Region Rheinhessen), der heutigen rheinland-pfälzischen Landeshauptstadt, und in Frankfurt am Main, dem ehemaligen Sitz des Deutschen Bundes, hießen die österreichischen Soldaten bereits vor 1870 Zwockel oder, geschrieben wie gesprochen, Zwoggel. Diese Bezeichnung wird noch heute – meistens eher abwertend – für Österreicher verwendet.

### Andere Orte
Im Rheinischen Wörterbuch wird mit den Belegorten Bad Kreuznach und Koblenz-Güls für „Zwockel“ und „Zwoggel“ auf „Zwuckel“ verwiesen und die Bedeutung „im Wachstum zurückgebliebener Mensch; Knirps; schlapper Kerl“ genannt.

## Herkunft
Wie für einen solchen Jargon-Ausdruck nicht ungewöhnlich, werden mannigfache volksetymologische Erklärungen angeboten. Seriös behandelt wird das Thema durch die Dialektwörterbücher.

### Pfälzisches Wörterbuch
Das Pfälzische Wörterbuch führt zwei Deutungen an:
Nach der ersten, welche die Pfalz betrifft, könnte das Wort auf den Namen des ersten Regierungspräsidenten des Rheinkreises Franz Xaver von Zwackh zurückgehen. Dieser, vom bayerischen König Max Joseph 1816 in dieses Amt berufen, sprach seinen Namen mit bayerischer Dialektfärbung etwa Zwåck aus. Über die als engstirnig und formalistisch empfundene Denkart und Arbeitsweise der Beamten machte sich die pfälzische Bevölkerung lustig, indem sie den Namen des Regierungspräsidenten, zu Zwockel bzw. Zwockl verkleinert, für dessen Untergebene verwendete.
Für den Mainzer Raum nennt das Pfälzische Wörterbuch als Erklärung, das Wort sei ein Hinweis auf einen Zweig als Feldzeichen auf der Kopfbedeckung österreichischer Soldaten. Demnach befestigten die österreichischen Bundestruppen, die während der Zeit der Festung Mainz hier stationiert waren, ein dreiblättriges Eichenlaub oder Tannenreis als weiteres Feldzeichen an der Kopfbedeckung. Dieses von den Österreichern selbst „Zwoagerl“ (Zweiglein) genannte Utensil soll durch die Bürger der Festung zum Zwoggel verballhornt worden und allmählich als pars pro toto für seine Träger im Allgemeinen verwendet worden sein.

### Mainzer Wörterbuch
Das Mainzer Wörterbuch nennt das böhmische Wort cvok „Knopf“ als Ausgangswort. Für die Rangabzeichen der k. k. Armee verwendet, habe es bewirkt, dass jeder Graduierte ein Cvocky (sprich: Zwotschki) war. Hieraus sei dann die Verballhornung Zwoggel entstanden. Einer solchen Herleitung steht indessen entgegen, dass es in der k. k. Armee Knöpfe als Rangabzeichen gar nicht gab.